# Werner Cords

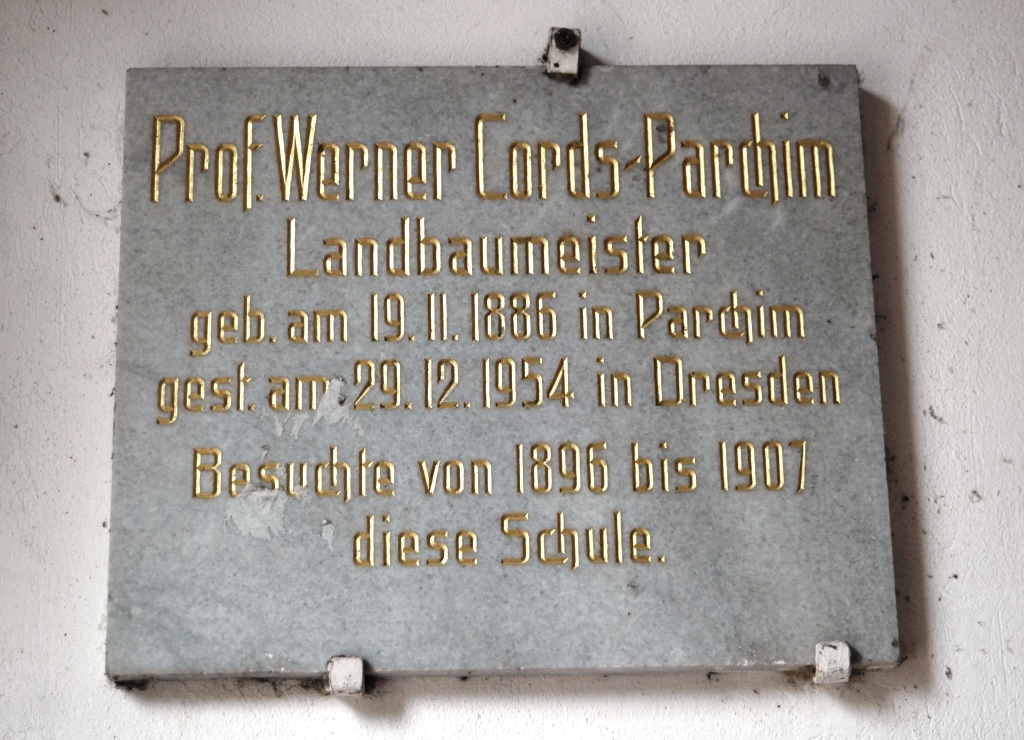
Gedenktafel für Werner Cords-Parchim an der Goetheschule in Parchim

Werner Cords, auch Werner Cords-Parchim (* 19. November 1886 in Parchim; † 29. Dezember 1954 in Dresden) war ein deutscher Architekt und Hochschullehrer. Er fügte seinem Familiennamen selbst den seiner Heimatstadt hinzu.

## Leben
Cords studierte von 1907 bis 1913 an der Technischen Hochschule Hannover. Während seines Studiums wurde er Mitglied beim Verein Deutscher Studenten Hannover. Von 1920 bis 1947 war er Regierungsbaumeister (Assessor) für Landwirtschafts- und Siedlungsbau für den norddeutschen Raum und arbeitete zudem in Parchim als freier Architekt. Bei seinen privaten Arbeiten handelte es sich in dieser Zeit um Villen, Wohnhäuser, Fabriken und Gutshöfe. Im Jahr 1947 übernahm er die Leitung der Landesbauverwaltung Mecklenburg.
Am 1. August 1947 wurde er als ordentlicher Professor auf den Lehrstuhl für Landwirtschaftliches Bau- und Siedlungswesen an der Technischen Hochschule Dresden berufen. Im Jahr 1948 wurde er Direktor des Institutes für Landwirtschaftliches Bau- und Siedlungswesen, 1952 Direktor des Instituts für Technische Bauhygiene. Von 1949 bis 1954 war er zugleich als Lehrbeauftragter für Landwirtschaftliches Bauwesen an der Universität Halle-Wittenberg tätig. Am 31. März 1953 schied er aus dem aktiven Hochschuldienst in Dresden aus.
Cords wurde auf dem von ihm entworfenen  Neuen Friedhof (Parchim) beigesetzt. Sein Grab wird nach kontroverser Diskussion seit 2005 wieder unter der Nummer 1150 der Denkmalliste des Landkreises Parchim geführt.

## Signum
Das „Cords-Signum“ kann sowohl als C aber auch als Schlange oder nicht voll geschlossenen Lebenskreis gedeutet werden. An der Wand eines Landarbeiterhauses in Mentin ist das „Cords-C“ als Schlange mit deutlich sichtbarem Kopf gestaltet.
Cords beherrschte im Verlauf seines Lebens alle Prinzipien der Werbung und wusste, dass sich Symbole besonders gut einprägen. Während an der 1921 bis 1923 gebauten Parchimer Friedhofskapelle nur ein kleines Marmorschild bzw. an der Dachkante der städtischen Turnhalle von 1926 die Aufschrift „Architekt Cords“ auf ihn hinweisen, wurde bald das auf einem Zirkel liegende große C zu seinem Markenzeichen. Es ist zu finden – integriert in ein gleichschenkliges Dreieck – in seinen Büchern, Visitenkarten, Geschäftsbriefen und als Stempel mit Nummern versehen auf allen Bauunterlagen.

## Werk
Cords entwarf in den 1920er-Jahren Bebauungspläne für die Städte Boizenburg, Hagenow und Stavenhagen. Weiterhin stammen zahlreiche wasserwirtschaftliche Anlagen in Städten Mecklenburgs und Pommerns, aber auch in Thüringen, dem Rheinland, in Sachsen oder Schlesien von Cords.
Er entwickelte ein neuartiges System des ländlichen Bauens, das sowohl den Kleinhof als auch die Anlage für die Großproduktion mit traditionellen Elementen der jeweiligen Region verbindet und wirtschaftlich sinnvoll durchzuführen ist. Hierzu errichtete er zahlreiche Musterhöfe in Mecklenburg und Pommern, wie 1937 die Gutsanlage in Rodenwalde bei Hagenow.
Der Fachwelt, vor allem Architekten und den Bauschaffenden vieler Gewerke, sowie Studenten der Fachrichtungen Architektur, Veterinärmedizin und Agrarwissenschaft mit ihren angrenzenden Bereichen, wurde Cords später bekannt als Autor des seit 1951 mehrfach aufgelegten zweibändigen Hauptwerkes Das Handbuch des Landbaumeisters und des 1953 erschienenen Buches Technische Bauhygiene. In beiden Büchern fasste er seine in mehr als einem Vierteljahrhundert währenden Tätigkeit als freischaffender Architekt, als Leiter der Landesbauverwaltung Mecklenburg und später als Hochschullehrer der TH Dresden erworbenen Erfahrungen zusammen.
Die Quintessenz seines Schaffens belegen heute über 70 Veröffentlichungen in Büchern, Zeitschriften und Zeitungen.